# Прохоров, Николай Васильевич
Николай Васильевич Прохоров (1918—1957) ― участник Великой Отечественной войны, снайпер, уничтожил 77 солдат и офицеров противника.

## Биография
Николай Васильевич Прохоров родился в 1918 году в селе Ерт на территории современного Шологонского наслега Горного улуса Республики Саха (Якутия).
С началом Великой Отечественной войны мобилизован в ряды Красной Армии в 1941 году. На фронте начал воевать сначала стрелком, затем снайпером, позже наводчиком противотанковых ружей в составе 1291-го стрелкового полка 110-й стрелковой дивизии 33-й армии Западного фронта.
В 1943 году Прохоров принимал участие в прорыве блокады Ленинграда, в освобождении Смоленской области, города Витебск. Несколько раз был ранен.
За проявленные в боях с немецко-фашистскими захватчиками мужество и героизм награждён орденами Красного Знамени, Отечественной войны II степени, медалями «За боевые заслуги», «За победу над Германией».
Николай Прохоров был одним из лучших снайперов 110-й дивизии, за годы войны уничтожил 77 немецких солдат и офицеров.
Умер 22 мая 1957 года в селе Ерт.

## Память
- На родине Николая Прохорова, в селе Ерт улица названа его именем[2].
- На фасаде дома, где жил Николай Прохоров, открыта мемориальная доска[3].